# Albaredo per San Marco
Pour les articles homonymes, voir Albaredo.
Albaredo per San Marco est une commune italienne de la province de Sondrio, dans la région Lombardie.

## Administration
| Période                                  | Période | Identité | Étiquette | Qualité |
| ---------------------------------------- | ------- | -------- | --------- | ------- |
|                                          |         |          |           |         |
| Les données manquantes sont à compléter. |         |          |           |         |

### Communes limitrophes
Averara, Bema, Mezzoldo, Morbegno, Talamona, Tartano